# 사산 왕조
사산 왕조는 사산 제국의 창건자인 아르다시르 1세가 개창한 왕조이다. 사산 제국의 왕가로 군림하였다.

## 같이 보기
- 사산 왕조 가계도